# Lady Godiva

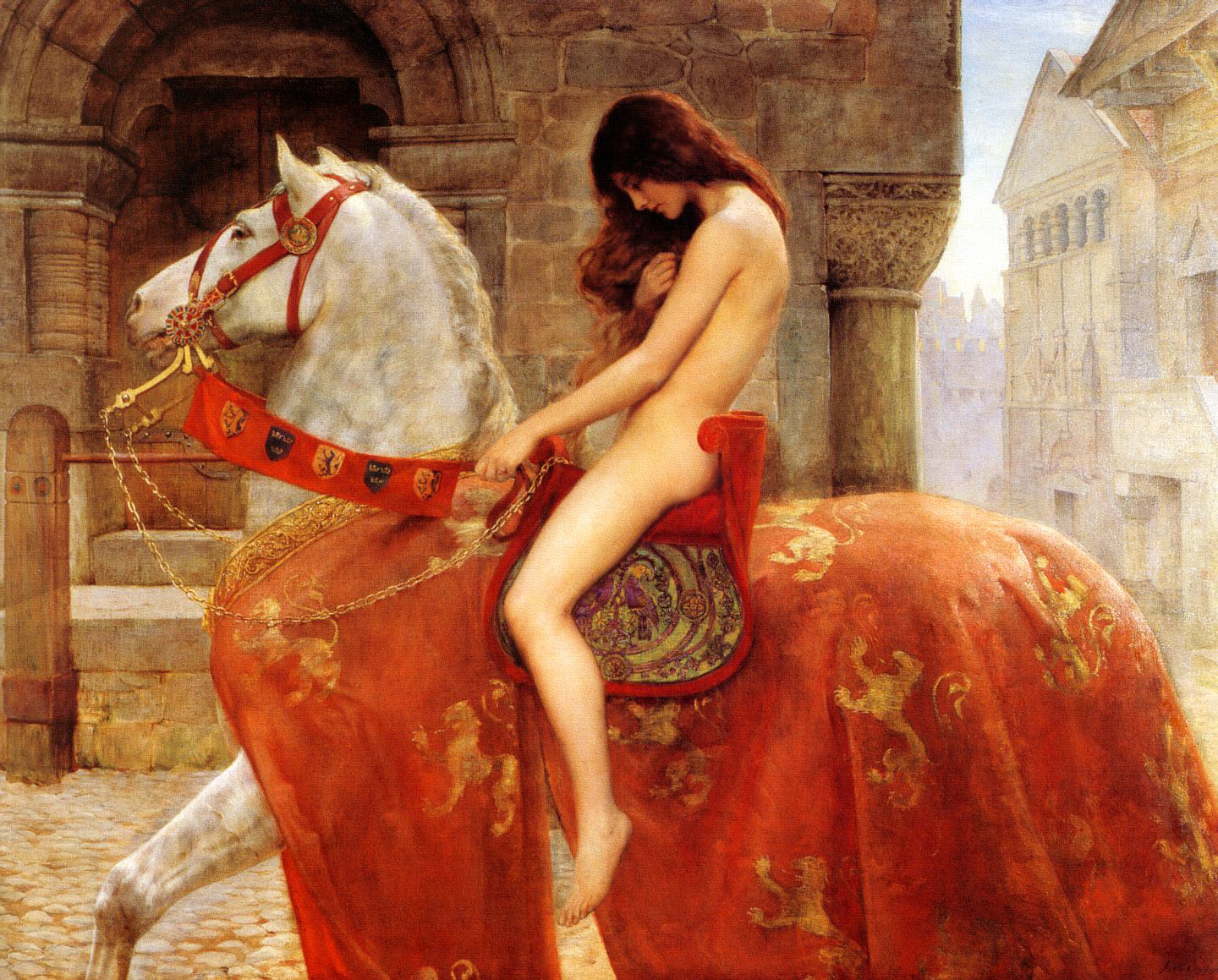
Lady Godiva von John Collier, ca. 1898

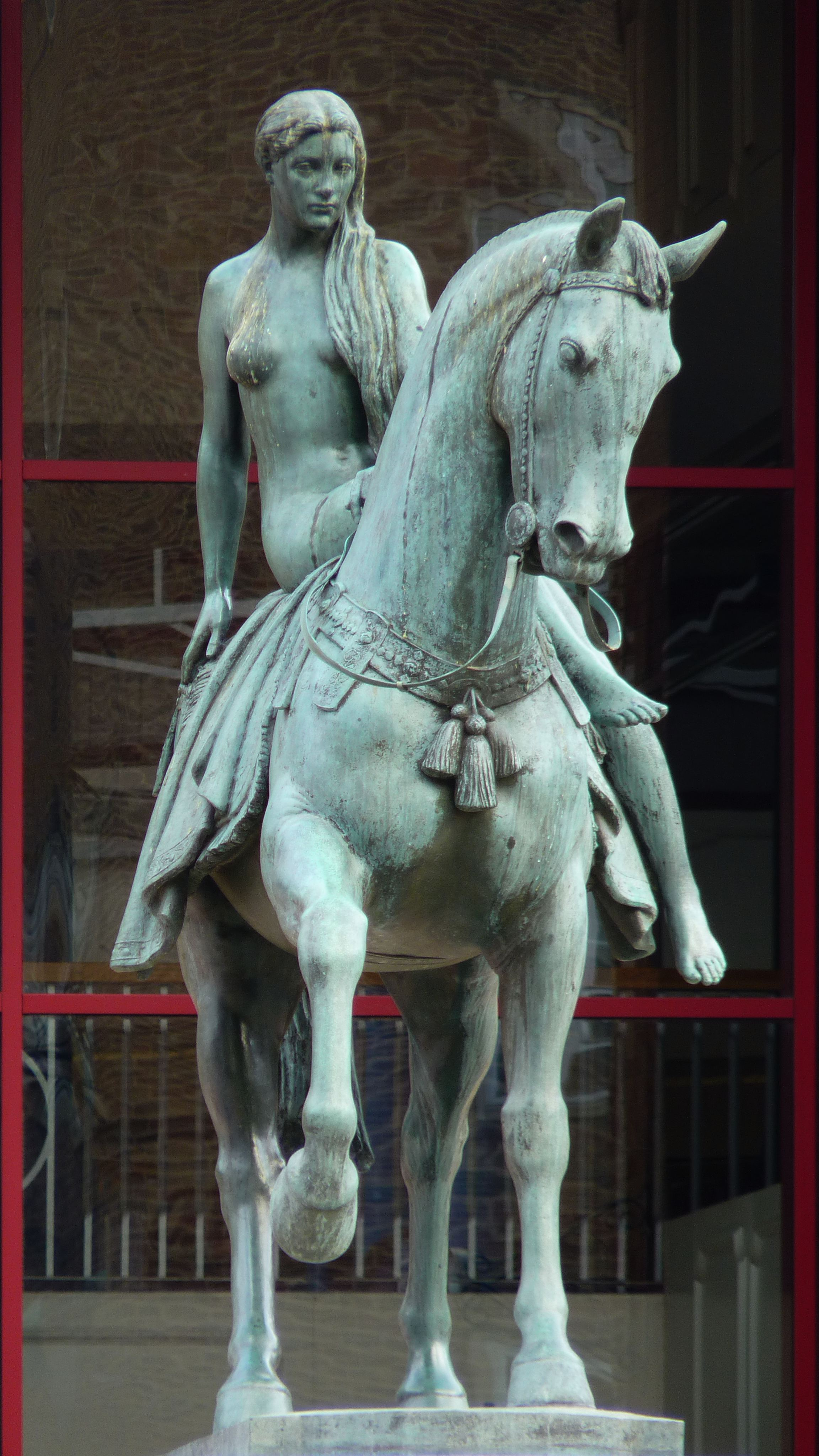
Godiva-Statue (1949) von William Reid Dick in Coventry

Godiva (oder Godgifu; † um 1085) war eine angelsächsische Adlige des 11. Jahrhunderts. 1043 stifteten Leofric, Earl of Mercia, und seine Gemahlin Godiva eine Benediktinerabtei in Coventry und statteten sie mit reichem Besitz aus.

## Legende
Godiva ist Gegenstand einer Legende, die seit dem 13. Jahrhundert belegt ist: Das Volk litt unter den Steuern, die ihr Ehemann Leofric von Mercia erhob. Lady Godiva bat ihn, die Steuern zu senken. Er erwiderte, er werde die Steuern erst senken, wenn sie nackt durch die Stadt reite. Sie ritt daraufhin, nur von ihrem offenen Haar bedeckt, durch die Stadt. Leofric habe daraufhin alle Steuern erlassen, außer die auf Pferde.
Seit 1678 wurde der Ritt der Lady Godiva in Coventry durch eine Prozession gefeiert. Im 17. Jahrhundert wurde die Geschichte weiter ausgeschmückt: Nur ein einziger Bürger mit dem Namen Thomas habe es gewagt sie anzuschauen – und sei daraufhin erblindet. Der Ausdruck „Peeping Tom“ steht im Englischen seither für einen männlichen Voyeur.

## Rosenkranz
In ihrem Testament (überliefert durch Wilhelm von Malmesbury in seiner Gesta pontificum anglorum) findet sich die älteste schriftliche Erwähnung eines Rosenkranzes, einer Gebetskette als Zählhilfe in der katholischen Kirche: „...eine Kreiskette von Edelsteinen, die sie an eine Schnur aufgenäht hatte, damit sie die Anzahl ihrer Gebete nicht überschreitet, indem sie jeden von Anfang an nacheinander berührt; sie hatte deshalb befohlen, diese Edelsteinkette um den Hals des Bildnisses der Heiligen Maria zu hängen.“

## Rezeption

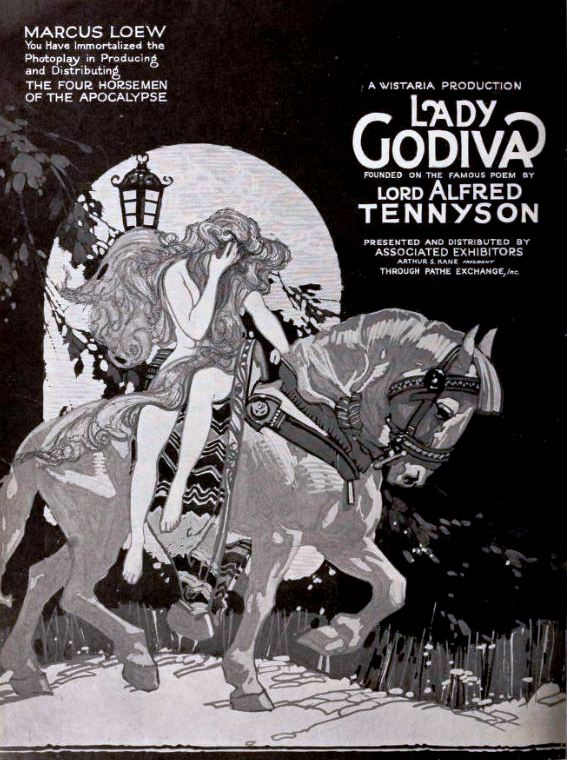
Plakat des Stummfilms von 1921

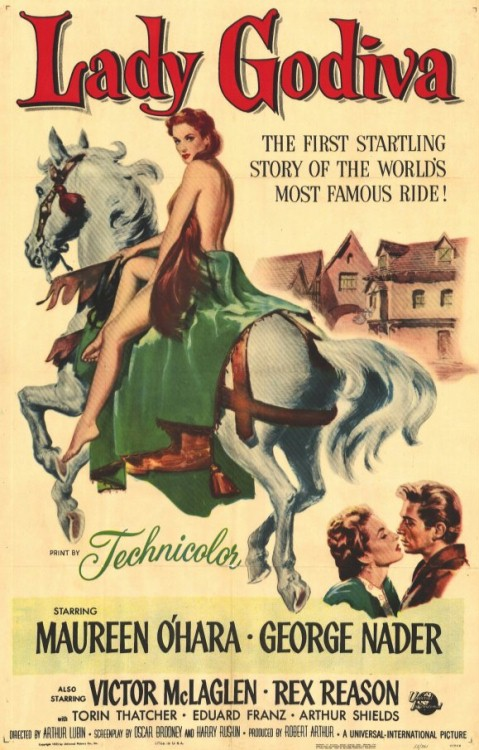
Plakat der Verfilmung von 1955

Als Alfred Tennyson 1840 in Coventry auf einen Zug wartete, formte er die Legende der Stadt zu einem 79-zeiligen Gedicht. Es gibt zahlreiche Gemälde mit der Darstellung des Motivs, u. a. von dem englischen Präraffaeliten John Collier (1898) bis hin zu Salvador Dalí (1971).
Vítězslav Novák komponierte 1907 die Symphonische Dichtung Lady Godiva (Op. 41) als Ouvertüre zu der „dramatischen Legende in vier Akten“ Godiva von Jaroslav Vrchlický. Die Oper Isabeau von Pietro Mascagni aus dem Jahre 1911 beruht teilweise auf der Legende von Lady Godiva.
1902 erschien mit Joseph I. C. Clarkes Lady Godiva. A Play in Four Acts eine Dramatisierung des Stoffes und 2001 mit Godiva eine kindgerechte Bearbeitung der Sage von Lynn Cullen (illustriert von Kathryn Hewitt) 2004 erschien unter demselben Titel ein auf intensiven Recherchen basierender Roman von David Rose (* 1949), der mit Lady Godiva verwandt ist. Ebenfalls unter dem Titel Godiva erschien 2008 ein historischer Roman von Nerys Ann Jones (1962–2007). und 2015 Eliza Redgolds Roman Naked. A novel of Lady Godiva.
1911 erschien ein zehnminütiger Stummfilm von J. Stuart Blackton mit Julia Swayne Gordon in der Titelrolle; das Drehbuch von Eugene Mullin beruhte auf Tennysons Gedicht. 1921 kam ein Stummfilm von Hubert Moest mit Hedda Vernon in der Titelrolle heraus. In dem US-amerikanischen Spielfilm Lady Godiva of Coventry von 1955 (dt. Titel: Die nackte Geisel, Regie: Arthur Lubin) spielte Maureen O’Hara die Hauptrolle. Als Galionsfigur einer Protestkundgebung reitet Gina Lollobrigida in dem Spielfilm Fremde Bettgesellen (1965) als Lady Godiva in einem hautfarbenen Dress durch Soho.
Zahllose Lieder der Popkultur benutzen das Motiv, darunter Lieder mit dem Titel Lady Godiva von Alex Day, Boney M., Merve Deniz, Peter & Gordon, Karolina Gočeva (komponiert von Arsen Dedić) und Kristin Hersh etc., in You, Lady Godiva von Silver Darter, Hey, Lady Godiva von Dr. Hook & the Medicine Show, Lady Godiva’s Operation von The Velvet Underground, Lady Godiva And Me von Grant Lee Buffalo, Lady Godiva’s Room von Simply Red, aber auch in Don’t Stop Me Now von Queen, Modern Love von Peter Gabriel oder My Secret Europe von Phantom/Ghost. Die deutsche Metalcore-Band Heaven Shall Burn verwendete das Gemälde von John Collier als Cover für ihr Album Veto und verarbeitete den Stoff der Legende zur Eröffnungsnummer Godiva. Nicht zuletzt benannte sich die deutsche Musikgruppe Lady Godiva nach der historischen Gestalt.
Während des Manhattan-Projekts zum Bau der ersten Atombombe gab es Versuche zur Bestimmung der kritischen Masse der Uranbombe. Einem Versuchsaufbau gab Otto Frisch dabei den Namen Lady Godiva. Außerdem wurde der 1982 entdeckte Asteroid (3018) Godiva nach Lady Godiva benannt.

Stadtflagge von Coventry

Das Coventry City Council veranstaltet seit 1998 Anfang Juli im War Memorial Park das dreitägige Coventry Godiva Festival „mit Live-Musik aus allen Genres, Geschichts- und Naturschutzzelten, Familienaktivitäten, einem Rummel und vielem mehr“. Seit 2018 wird Lady Godiva auf der  Stadtflagge von Coventry dargestellt.

## Belege
- William of Malmesbury (Autor), Michael Winterbottom (Hrsg.): Gesta Pontificum Anglorum 1125 = The history of the English Bishops (Rolls Series 311). Clarendon Press, Oxford 2007 (zweisprachig lateinisch-englisch)

1. Text and Translation. ISBN 978-0-19-820770-2.
2. Commentary. ISBN 978-0-19-922661-0.

- Roger of Wendover’s Flowers of History. Comprising the History of England from the Decent of the Saxons to A. D. 1235. Formerly ascribed to Matthew Paris. Translated from the Latin by J. A. Giles. In Two Volumes. Vol. I, Bohn, London 1849, S. 314 f. (A. D. 1057; Digitalisat im Internet Archive).